# Erik Petzäll
Erik Petzäll, född den 10 juli 1895 i Borås, död där den 19 mars 1971, var en svensk präst. Han var bror till Åke Petzäll.
Petzäll avlade teologie kandidatexamen vid Uppsala universitet 1918 och prästvigdes samma år. Han blev ständig adjunkt i Borås pastorat 1918, komminister i Bredareds församling 1920, svensk sjömanspastor i Reval 1924 samt kyrkoherde i svenska Sankt Mikaelsförsamlingen där och kontraktsprost i svenska kontraktet i Estland samma år. Petzäll avlade teologie licentiatexamen 1927 och promoverades till teologie doktor 1937. Han var kyrkoherde i Fristads pastorat 1929–1963 och kontraktsprost i Ås 1942–1963.